# Zgrada škole u Mraclinu
Zgrada škole (Mraclin), građevina u mjestu Mraclin i gradu Velika Gorica, zaštićeno kulturno dobro.

## Opis
Zgrada škole smještena je u središtu naselja. Sagrađena je 1923. godine prema nacrtima građevnog mjernika Nikole Hribara. Pravokutnog je tlocrta s rizalitnim istakom u središnjem dijelu začelja u kojemu je smješteno stubište. Posebnost građevine se očituje u visinskoj razlici gabarita, jer je istočna strana jednokatna, a zapadna je prizemnica. Dekorativnu plastiku pročelja čine karakteristični elementi secesije izvedeni na skroman način.

## Zaštita
Pod oznakom Z-3764 zaveden je kao nepokretno kulturno dobro - pojedinačno, pravna statusa zaštićena kulturnog dobra, klasificirano kao "sakralna graditeljska baština".